# Studios Olympic
 (juillet 2021).
Si vous disposez d'ouvrages ou d'articles de référence ou si vous connaissez des sites web de qualité traitant du thème abordé ici, merci de compléter l'article en donnant les références utiles à sa vérifiabilité et en les liant à la section « Notes et références ».
Les studios d'enregistrement Olympic (en anglais Olympic Studios) sont situés au 117 Church Road, à Barnes, dans le district de Richmond upon Thames, à environ dix kilomètres au sud-ouest du centre de Londres. Cette banlieue se situe à la bordure sud-ouest du Grand Londres. Les plus grands groupes de rock y ont enregistré des albums, notamment à la fin des années 1960 et au début des années 1970. 

## Histoire
Les premiers studios Olympic étaient situés dans le centre de Londres à la fin des années 1950. Angus McKenzie en était à l'époque le directeur. Conjointement avec Richard Swettenham, il ouvre le Studio 1 d'Olympic. L'ingénieur Keith Grant quitte les studios IBC pour la compagnie en 1958. Swettenham conçoit alors une nouvelle console professionnelle très innovante à l'époque, opérationnelle vers 1960.
Des groupes comme les Yardbirds, Alex Korner ou encore Graham Bond s'y retrouvent. Le premier single des Rolling Stones, Come On, des tubes de Dusty Springfield, la version de Wild Thing des Troggs, comptent parmi les nombreux enregistrements réalisés là. La LWT (pour Long Weekend Television) y réalise ses productions musicales. Quand le bail expire en 1965, Cliff Adams et Keith Grant prennent possession du studio, qui se retrouve à son emplacement actuel au sud-ouest de Londres en 1966. La construction qui abrite encore le studio remonte à 1906. Au départ un théâtre, Guild TV le convertit à la fin des années 1950 en studio de cinéma. L'architecte Robertson Grant réalise les travaux de transformation pour le compte de McKenzie, tandis que l'acoustique est confiée à Keith Grant et Russel Pettinger. 
Les Rolling Stones comptent parmi les premiers clients des nouveaux studios, et enregistrent cinq LP consécutivement, entre 1966 et 1972, en commençant par Between the Buttons. Les Beatles y enregistrent pour Baby You're a Rich Man, comme les Who pour leurs albums Who's Next, The Who by Numbers et Who Are You. Le studio est largement utilisé par Led Zeppelin jusqu'en 1975, pour Physical Graffiti. Cette même année, Queen s'y retrouve pour un album révolutionnaire, A Night at the Opera. La production des albums ou singles phares du rock continue, avec The Small Faces, Jimi Hendrix, Traffic, Hawkwind et Procol Harum, avec leur tube A Whiter Shade of Pale. Le studio Olympic devient l'endroit idéal pour enregistrer des bandes originales de film.
Une des raisons de ce succès est la présence du producteur et ingénieur du son Glyn Johns et de son frère Andy Johns. L'équipe compte aussi le manager et ingénieur du son Keith Grant, et Richard Swettenham, Keith Harwood, George Chkiantz, Eddie Kramer, Phill Brown, Phil Chapman, Chris Kimsey, Roger Mayer, ainsi qu'Alan O'Duffy. Le studio se caractérise très tôt par ses consoles de mixage, construites par le staff lui-même (Keith Grant et, plus tard, Jim McBride), et seulement pour ce projet. Swettenham commercialise finalement vers 1970 les consoles Helios, qui, aujourd'hui encore, continuent d'être réputées pour leur qualité sonore. 
En 1987, Virgin acquiert les locaux et le matériel, et vide le studio après avoir consulté un acousticien japonais, renommé dans la construction de studios, qui la déclare « inutilisable pour l'enregistrement » !… Lors d'une vente aux enchères, Barbara Jefferies, le manager de Virgin de l'époque, se défait de précieuses sessions d'enregistrement pour des sommes considérables, ouvrant ainsi la porte à la contrebande. Plusieurs groupes rachèteront au prix fort des bandes aux bootleggers, lorsque des années plus tard les coffrets multi-CD devenus populaires nécessiteront des titres inédits.

## Sessions d'enregistrement

### Chansons
Liste chronologique (titre du morceau, suivi du titre de l'album, du nom de l'artiste et de la date d'enregistrement) :
- Come On (single) - The Rolling Stones (mai 1963)
- Substitute (single) - The Who (12 février 1966)
- Baby You're a Rich Man - Magical Mystery Tour, The Beatles (11 mai 1967)
- Whole Lotta Love, Living Loving Maid (She's Just a Woman) et What Is and What Should Never Be - Led Zeppelin II, Led Zeppelin (mai 1969)
- You Never Give Me Your Money - Abbey Road, The Beatles (6 mai 1969)
 Seule la base de la chanson y est enregistrée, le reste étant finalisé aux studios EMI de Londres.
- Out on the Tiles, Hats Off to (Roy) Harper - Led Zeppelin III, Led Zeppelin (entre mai et août 1970?)
Mixées aux studios Island de Londres.
- Tangerine - Led Zeppelin III, Led Zeppelin (entre mai et août 1970 ?)
 La chanson est enregistrée avec le studio mobile des Rolling Stones mais mixée aux studios Olympic.
- Houses of the Holy - Physical Graffiti, Led Zeppelin (mai 1972)

### Albums
Liste chronologique des albums (nom de l'album, suivi de celui de l'artiste et de la date d'enregistrement) :
- Their Satanic Majesties Request - The Rolling Stones (entre le 9 février et le 23 octobre 1967)
- Axis: Bold as Love - The Jimi Hendrix Experience (mai, juin, octobre 1967)
- Odessey and Oracle - The Zombies (de juin à août, puis en novembre 1967)
 Enregistré aussi aux studios EMI de Londres.
- With a Little Help from My Friends - Joe Cocker (début 1968)
 Enregistré aussi aux studios Trident (2 à 12) et aux studios A&M de Los Angeles (1).
 “Feeling Alright” n'a pas été enregistrée aux studios.
- Beggars Banquet - The Rolling Stones (entre le 17 mars et le 25 juillet 1968)
- Led Zeppelin I - Led Zeppelin (octobre 1968)
- Let It Bleed - The Rolling Stones (16-17 novembre 1968, 10 février - 2 novembre 1969)
- Who's Next - The Who (entre mars et mai 1971)
- Sticky Fingers - The Rolling Stones (1970) (sauf Wild Horses, Brown Sugar et You Gotta Move)
- Quadrophenia - The Who (mai 1972)
- A Night at the Opera - Queen (entre août et novembre 1975)
 Les autres studios sont : Lansdowne, Basing Street, Scorpion, Rockfield, The Roundhouse, Wessex.
- Diamond Dogs - David Bowie (entre octobre 1973 et février 1974)
 Autres studios : Island (Londres) et Ludolf (Pays-Bas).
- Red - King Crimson (juillet-aout 1974)
- Shamal - Gong (date inconnue)
 Enregistré aussi aux studios Basing Street.
- Bomber - Motörhead (date inconnue)
 Enregistré aussi aux studios Roundhouse.
- Debut - Björk (début 1993)
 Les autres studios sont : Wild Bunch, Townhouse, Livingston, Matrix, Swanyard, Workhouse pour Londres, et Beats Recording pour Bombay et Summa pour Los Angeles.
- Black Market Music - Placebo (2000)
- Shotter's Nation - Babyshambles (2007)

### Artistes
Liste alphabétique des groupes ou artistes (ayant sorti un ou des albums sous ce nom) ayant enregistré au moins une fois aux studios :
| Années 1960                  | Années 1970           | Années 1980          | Années 1990          | Années 2000           |
| ---------------------------- | --------------------- | -------------------- | -------------------- | --------------------- |
| Barbra Streisand             | Andy Fairweather-Low  | Boy George           | 808 State            | Arctic Monkeys        |
| Blind Faith                  | Barbra Streisand      | Bryan Adams          | Alison Limerick      | Babyshambles          |
| Cream                        | Barclay James Harvest | Chris de Burgh       | Bad Company          | Björk                 |
| Donovan                      | David Bowie           | Chris Rea            | Beth Orton           | Connie Talbot         |
| Dusty Springfield            | Deep Purple           | Climie Fisher        | Björk                | Delta Goodrem         |
| Ella Fitzgerald              | Eagles                | David Sylvian        | Cast                 | Goldfrapp             |
| Fairport Convention          | Elmer Bernstein       | Diesel Park West     | Depeche Mode         | Gwen Stefani          |
| George Martin                | Fairport Convention   | Duran Duran          | Des'ree              | Hooka Hey             |
| The Graham Bond Organisation | Gong                  | Fine Young Cannibals | INXS                 | Kaiser Chiefs         |
| Jimi Hendrix                 | Hawkwind              | Kirsty MacColl       | James                | Kasabian              |
| Joe Cocker                   | Humble Pie            | Level 42             | Jesus Jones          | Madonna               |
| Led Zeppelin                 | Jesse Davis           | Living in a Box      | Morrissey            | Melanie C             |
| Matt Monroe                  | King Crimson          | Paul McCartney       | Oasis                | Oasis                 |
| Procol Harum                 | Led Zeppelin          | Paul Young           | Pet Shop Boys        | Placebo               |
| Scott Walker                 | Motörhead             | Queen                | Prince               | The Courteeners       |
| Small Faces                  | Mott the Hoople       | Roger Waters         | Simple Minds         | The Pigeon Detectives |
| The Beatles                  | Perry Como            | Roxy Music           | Sophie Ellis-Bextor  | The Rivitive          |
| The Jimi Hendrix Experience  | Pink Floyd            | Spandau Ballet       | Suede                | The Used              |
| The Rolling Stones           | Queen                 | Tears for Fears      | Terence Trent D'Arby | The Zutons            |
| The Troggs                   | Sammy Davis Jr        | The The              | The Cranberries      | Mika                  |
| The Zombies                  | Squeeze               | Transvision Vamp     | The Verve            |                       |
| Tony Bennett                 | The Buzzcocks         | T'Pau                | Zucchero             |                       |
| Traffic                      | The Jam               |                      |                      |                       |
| Yardbirds                    | The Pretty Things     |                      |                      |                       |
|                              | The Stranglers        |                      |                      |                       |
|                              | The Tourists          |                      |                      |                       |
|                              | The Who               |                      |                      |                       |
|                              | Thin Lizzy            |                      |                      |                       |
|                              | Tony Bennett          |                      |                      |                       |